# Mehmed II
Mehmed II (turco otomano:الفاتح; Meḥemmed b. Murād Hān; turco moderno: Fatih Sultan Mehmed) también conocido como El Conquistador (en turco otomano: ابو الفتح, romanizado: Ebū'l-fetḥ, lit. «el Padre de la Conquista»; en turco moderno: Fâtih Sultan Mehmed) (Adrianópolis, 30 de marzo de 1432 — Tekfürçayırı, 3 de mayo de 1481), hijo de Murad II, fue dos veces sultán del Imperio otomano, de agosto de 1444 a septiembre de 1446 y posteriormente, de febrero de 1451 a mayo de 1481. Fue el séptimo sultán de la casa de Osman (dinastía de los osmanlíes). 
Un gran líder militar, en su primer reinado, Mehmed II derrotó la cruzada liderada por Juan Hunyadi tras las incursiones húngaras en su país, que rompieron las condiciones de la tregua estipuladas en los Tratados de Edirne y Szeged. Cuando Mehmed II ascendió al trono de nuevo en 1451, reforzó la armada otomana y se preparó para atacar Constantinopla. A los 21 años, conquistó Constantinopla y puso fin al Imperio bizantino, y por tanto al milenario Imperio Romano. Mehmed, sin embargo, usó el título de César (en turco otomano: قیصر روم, romanizado: Qayser-i Rûm), se consideró sucesor de los emperadores romanos y trasladó la capital otomana a Constantinopla, la que fuera capital del Imperio Romano de Oriente.  Se basó para ello en que Constantinopla había sido la sede y capital del Imperio romano de Oriente superviviente desde su consagración en el año 330 d. C. por el emperador Constantino I. Esta reivindicación fue pronto reconocida por el Patriarcado de Constantinopla, aunque no por la mayoría de los monarcas europeos.
Mehmed continuó sus conquistas en Anatolia con su reunificación y en el sureste europeo, llegando hasta Bosnia. En su país, llevó a cabo numerosas reformas políticas y sociales. Fomentó las artes y las ciencias, y para el final de su reinado, su programa de reconstrucción había convertido a Constantinopla en una próspera capital imperial. Se le considera un héroe en la actual Turquía y en partes del mundo musulmán en general. Entre otros lugares, el distrito de Fatih de Estambul, el puente Fatih Sultan Mehmet y la mezquita de Fatih llevan su nombre.

## Infancia
El futuro Mehmed el Conquistador fue el tercer hijo de Murat II. Nació en el Palacio de Edirne el 30 de marzo de 1432, de una muchacha esclava llamada Hüma Hatun. Poco se sabe acerca de los orígenes de Hüma, ya que no era una de las cuatro esposas de Murat, sino una concubina, probablemente una griega de cuna humilde aunque también se piensa que pudo haber sido una esclava de origen serbio. Murat parece haberse ocupado escasamente de ella o de Mehmed, y prefirió a su segundo hijo, Alaeddin Alí, cuya madre, la princesa turcomana Hatice Halime Hatun, era su esposa favorita.
Los primeros años de la vida de Mehmed transcurrieron en el harén de Edirne, junto a su madre. Cuando Mehmed cumplió 3 años de edad, fue enviado a Amasya, en Anatolia, donde su medio hermano Ahmet servía como gobernador provincial. Ahmed murió repentinamente en mayo de 1437, por lo que Mehmed fue nombrado para sucederle como gobernador, aunque solo tenía 5 años. Al mismo tiempo, su medio hermano Alaeddin Ali, que tenía 7 años, fue nombrado gobernador de Manisa. A principios de junio de 1443, Alaeddin Ali fue asesinado por su consejero Kara Hizir Pashá. Eso convirtió a Mehmed en heredero directo del trono, por lo que fue llamado de inmediato a Edirne por su padre. En este momento el papa Eugenio IV junto con Hunyadi había proclamado una nueva cruzada contra los turcos, lo cual hace ver que Murat quería que su hijo estuviera a su lado para hacer frente a la nueva amenaza. Mehmed de niño era impetuoso y testarudo, nada inclinado a obedecer a sus mayores o aceptar ninguna crítica o consejo, y como estuvo los once primeros años de su vida separado de su padre, no hubo nadie que le controlase o disciplinase. Murat nombró a varios tutores para Mehmed, pero este se negó a hacerles caso, hasta que apareció el mulá Ahmed Gurani, un famoso clérigo kurdo. Murat le dio un látigo a Gurani y le autorizó a utilizarlo si su pupilo no le obedecía. Se convirtió en un estudiante modelo y acabó estudiando filosofía y ciencia, así como historia y literatura islámica, griega y latina..

## Ascenso al poder
La rebelión del emir karamanida Ibrahim, uno de sus vasallos turcos en Anatolia, forzó a Murad a dejar Edirne con gran parte de su ejército el 12 de junio de 1444. Nombró a Mehmed como regente durante su ausencia, con el gran visir Çandarlı Halil Pasha como consejero del príncipe. Ese mismo junio estalló una insurrección entre las tropas de élite llamadas jenízaros, que pedían que Mehmed les aumentase la paga. Murad II los había utilizado con gran eficacia durante sus previas campañas, pero ahora que estaba ausente empezaron a impacientarse, creyendo que podrían aprovecharse de la juventud de Mehmed. En la insurrección, los jenízaros se amotinaron y quemaron el mercado de Edirne. Mehmed cedió y les aumentó la paga, sentando un precedente que sería una fuente constante de problemas que se prolongarían hasta el final de la dinastía otomana. La amenaza de la cruzada se materializó, y un gran ejército cristiano, bajo el mando del noble húngaro Juan Hunyadi, empezó a avanzar hacia el sur, penetrando en los Balcanes. Las tropas de Murad II casi aniquilaron a los cruzados en la batalla de Varna, el 10 de noviembre de 1444. El conde Juan Hunyadi fue uno de los pocos cristianos que escapó con vida.
Murad regresó a Edirne tras la batalla, donde poco después sorprendió a la corte al anunciar que abdicaba a favor de su hijo. El 1 de diciembre de 1444 le sucedió en el trono con el nombre de Mehmed II. Murad, que entonces solo tenía 40 años, se dirigió al lugar donde quería retirarse, en Manisa, dejando a su hijo, que todavía no había cumplido los 13 años, las riendas del imperio, con Halil Pashá como gran visir.

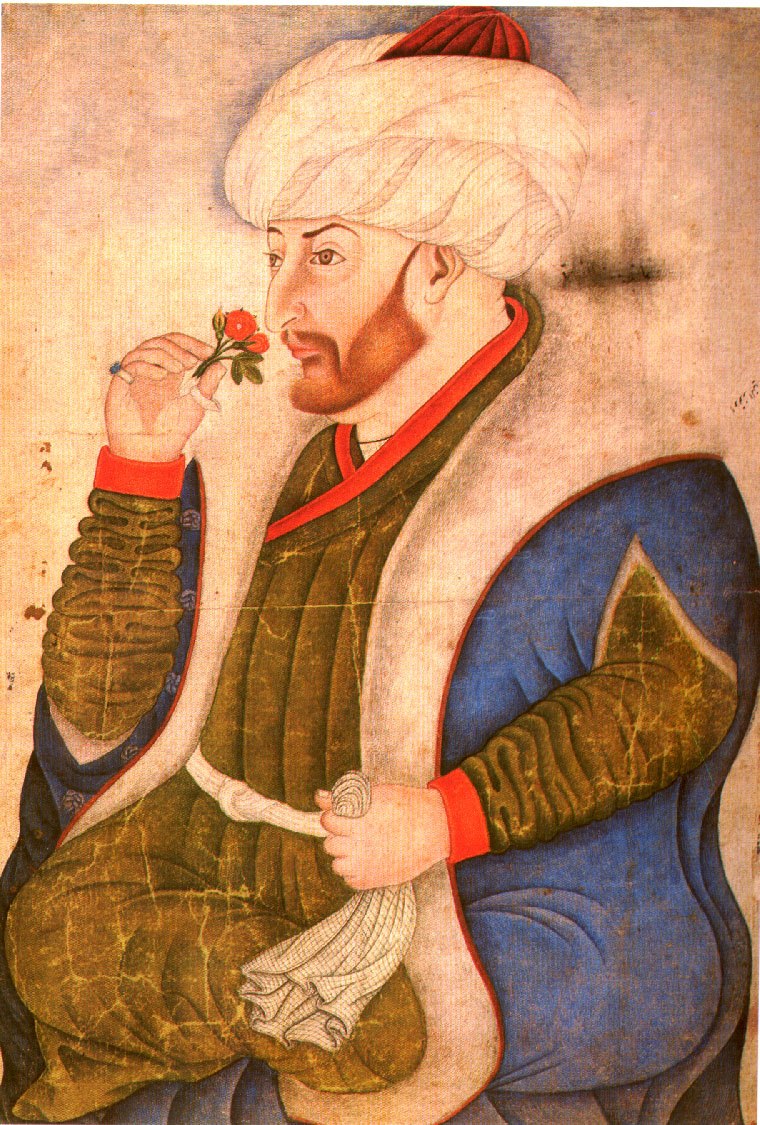
Mehmed II.

Poco después de ocupar el trono, Mehmet II decidió impetuosamente atacar Constantinopla, pero fue disuadido por Halil Pashá, que informó del incidente a Murat, como ejemplo de la incapacidad de su hijo de gobernar. Halil Pashá envió numerosos mensajes a Murat para pedirle que regresara, insistiendo en que Mehmet era demasiado joven e inmaduro para gobernar. Murat decidió poner fin a su retiro y volver a Edirne en septiembre de 1446. Halil Pashá logró persuadir a Mehmet de que abdicase a favor de su padre, y Murat fue restituido como sultán, mientras que su hijo se retiró a la provincia de Manisa.
Juan Hunyadi organizó otra cruzada contra los turcos, y en septiembre de 1448 cruzó el Danubio con su ejército. Mehmed fue llamado por su padre para que fuese a Edirne, se uniese a sus tropas y se enfrentase a los cruzados. Mehmed tuvo su primer bautismo de fuego en la Segunda Batalla de Kosovo el 23 de octubre de 1448, donde tomó el mando de las tropas de Anatolia en el flanco derecho del ejército de su padre. Esta batalla tuvo el mismo resultado que la primera, ya que los turcos arrollaron a los cristianos en un combate que duró tres días. Juan Hunyadi volvió a escapar, pero desistió de atacar a los turcos por los ocho años siguientes.
Murad arregló un matrimonio entre el joven Mehmed II y la princesa Sittişah Hatun, hija de Dulkadiroğlu Süleyman Bey, gobernante del beylicato de Dulkadir, de Anatolia Oriental, en septiembre de 1449. Las celebraciones duraron dos meses en Edirne. De este matrimonio no nació ningún hijo. El joven Mehmed dejaría a la princesa Sittişah Hatun en Edirne cuando conquistó Constantinopla. En el mismo año murió la madre de Mehmed, Hüma Hatun (septiembre de 1449), y fue enterrada en el Complejo Muradiye en Bursa. En 1450 una de las concubinas de Mehmed, llamada Gülşah Hatun, dio a luz a su segundo hijo, Mustafa, que siempre sería su favorito. Ese mismo año Murad II también tendría otro hijo llamado Küçük Ahmed con la princesa turcomana Hatice Halime Hatun de los Çandaroglu. Estos matrimonios con princesas de emires de tribus poderosas era una estrategia de Murad II para cimentar alianzas con sus enemigos en Anatolia. Murad falleció el 3 de febrero de 1451, tenía 47 años y había gobernado durante tres décadas, la mayor parte de las cuales se las había pasado haciendo la guerra. Su muerte se mantuvo en secreto hasta que su hijo Mehmed II pudiera ser llamado desde la provincia de Manisa. Este llegaría quince días después e inmediatamente fue aclamado como sultán por el ejército, ciñéndose la espada de Osmán I Gazi ante la presencia de nobles turcos, el equivalente otomano a ser coronado.

## Mehmed el Conquistador
Halil Pashá se mantendría como consejero del nuevo sultán, pero Mehmed sentía que el gran visir Halil era responsable de que hubiera dimitido en su primer periodo como sultán y tenía sospechas de que el visir aceptaba sobornos de parte de los cristianos, entre ellos los bizantinos. Para evitar cualquier pretensión sucesoria que provocara una guerra civil dentro del Imperio otomano, Mehmed decide eliminar a su hermano menor Küçük Ahmed.  Se justificó el asesinato como una medida tomada de acuerdo con el código otomano de fratricidio, que se había practicado en diversas ocasiones para evitar guerras de sucesión. Ahora Mehmet centraba toda su atención en la captura de Constantinopla.

### Sitio y captura de Constantinopla

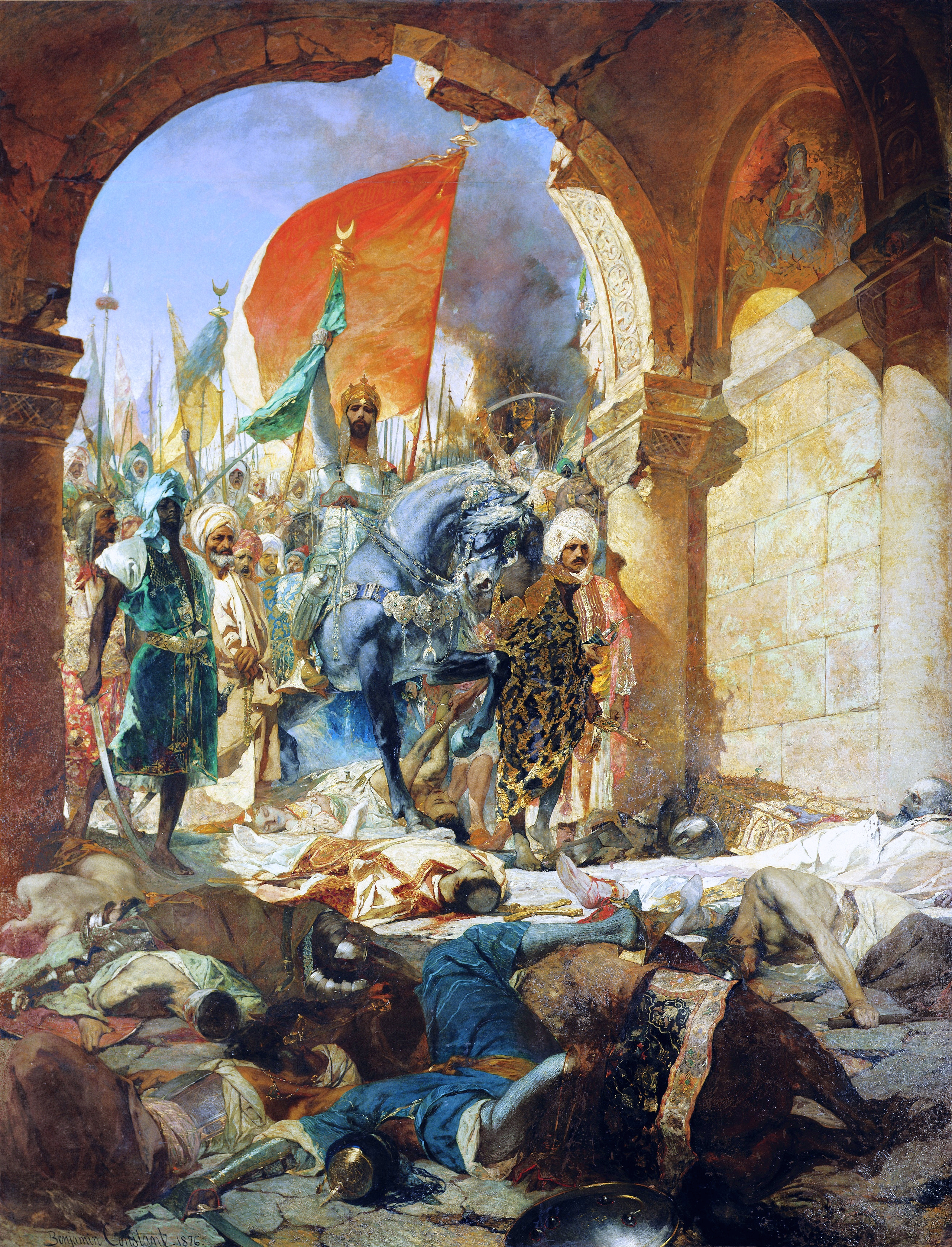
Mehmed II entrando victorioso en la ciudad de Constantinopla, cuadro de Jean-Joseph Benjamin-Constant. Museo de los Agustinos, Toulouse.

En 1452 Mehmed puso en marcha su antiguo plan de sitiar y tomar Constantinopla. Construyó una fortaleza en el verano de 1452 a las orillas del Bósforo, llamada Rumeli Hisarı. Con esta nueva fortaleza aislaría e impediría por completo la entrada de suministros a la ciudad de Constantinopla.
El asedio comenzó el 6 de abril de 1453, con fuego de artillería y ataques de infantería, apoyada por las tropas de élite otomanas, los jenízaros. Mehmed dirigiría el asedio desde su tienda cerca de las puertas de San Romano. Los ataques dirigidos por el sultán duraron seis semanas, hasta que las tropas turcas entraron a primera hora de la mañana del martes 29 de mayo de 1453, conquistando la ciudad y acabando con Bizancio. La casa de Osmán tomaría el lugar de la dinastía Paleólogo. Por la tarde del 29 de mayo, Mehmed hizo su entrada triunfal por la puerta de Andrinópolis, siendo aclamado por sus tropas como el Fatih o el Conquistador. Se dirigió a la iglesia de Santa Sofía, desmontó enfrente de la gran iglesia y se arrodilló, tomando un poco de tierra que se puso por encima del turbante como gesto de humildad ante Dios. Tras inspeccionar la iglesia de Santa Sofía, ordenó que fuera convertida lo más pronto posible en una mezquita. Después de inspeccionar varios de los palacios de Bizancio, prefirió quedarse en su tienda de campaña en las afueras de la puerta de San Romano, ya que ninguno de estos edificios presentaba las condiciones para acoger al sultán. El sultán, con el objeto de restaurar la ciudad, ahora rebautizada con el nombre de Estambul (en turco: Istanbul), como centro político, económico y social de los territorios que había dominado, ordenó la pronta reconstrucción de las murallas, el levantamiento de una fortaleza dentro de la ciudad, además de repoblarla, trayendo súbditos de todas las provincias del Imperio otomano. Mehmed dedicó una gran atención a restaurar la vida económica de la ciudad, comenzando en 1461 por la construcción del Gran Bazar (en turco, Kapalıçarşı), un gran mercado cubierto, que pronto se transformó en el centro de la vida comercial e industrial. El sultán Mehmed II construyó su primer palacio, denominado más tarde como Palacio Viejo (en turco, Eski Saray), en los altos de la plaza Bayezid, donde se encuentra hoy la Facultad de Medicina de la Universidad de Estambul, y cuando se comprobó que era demasiado pequeño y que se encontraba muy alejado del centro urbano, se construyó entre 1459 y 1465 un nuevo palacio en Sarayburnu (la parte más alta de la ciudad), al cual se lo conoce en la actualidad con el nombre de Palacio de Topkapi (en turco, Topkapı Sarayı).
Se confirmaron las sospechas en contra del visir Halil Pashá, de que aceptaba sobornos de los bizantinos, por lo que lo mandó arrestar y fue decapitado. Al poco tiempo comenzaría a recibir delegaciones de varias naciones, que tenían la intención de establecer relaciones amistosas con el nuevo conquistador de Constantinopla. No nombró a otro gran visir como su consejero en los años posteriores a la ejecución de Halil Pashá, sino hasta el verano de 1454 que tendría a un nuevo gran visir, Zağanos Pasha, un bizantino de noble linaje convertido al islam que serviría en la corte por dos décadas.
Después de la caída de Constantinopla, el sultán Mehmed adoptó el título de Kaisar-i-Rum que quiere decir «César romano» o emperador en turco, ya que Bizancio pertenecía al sucesor del Imperio romano después de que se transfiriera la capital de Roma a Constantinopla en el año 330. Mehmed también tenía sangre del linaje de la familia imperial bizantina, porque varios de sus predecesores habían tomado en matrimonio a princesas bizantinas, como el sultán Orhan I, que había contraído nupcias con Theodora, hija de Juan VI Cantacuceno.

### Sitio de Belgrado

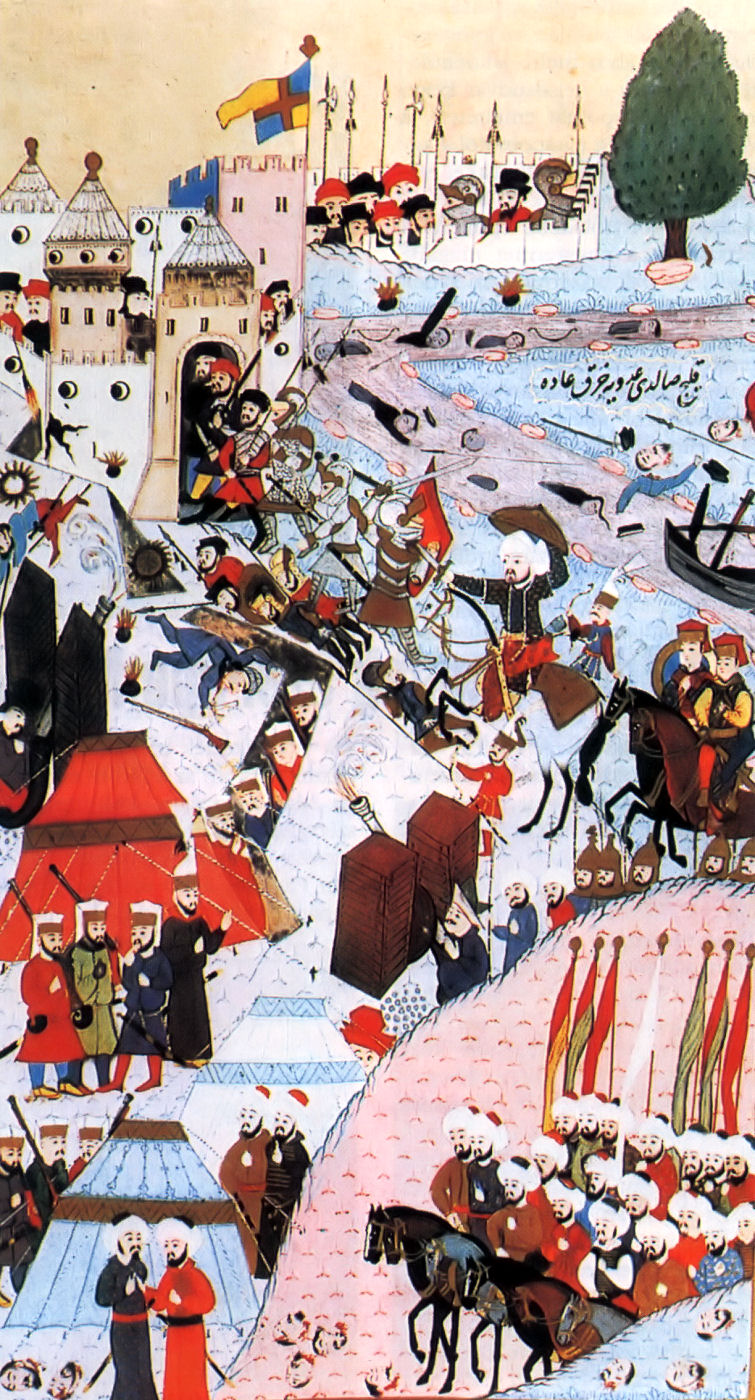
Sitio de Belgrado, en el centro Mehmed II dirigiendo sus tropas.

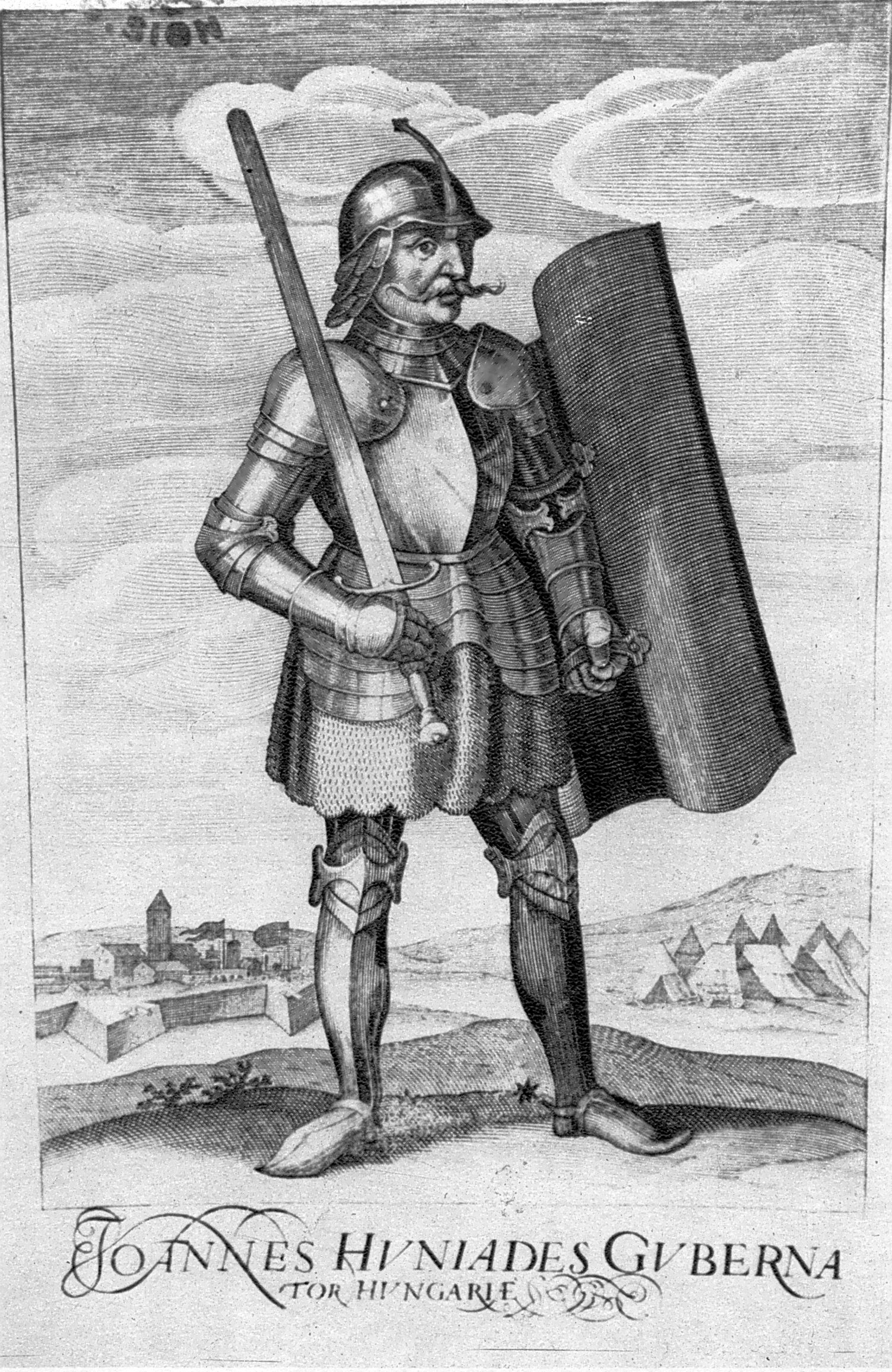
Conde Juan Hunyadi, regente del Reino de Hungría.

El primer objetivo de Mehmed fue consolidar y aumentar su propio poder, desarrollando al devşirme, la clase política en la cual se había apoyado el poder del sultán. Con esta finalidad se propuso a eliminar las últimas dinastías que podrían disputarle su derecho de ser sucesor de los bizantinos y de los selyúcidas y reemplazar los principados vasallos de los Balcanes y de Anatolia por una forma de gobierno mucho más directa y centralizada, además de extender el territorio más allá de las fronteras heredadas de su padre.
De 1453 a 1463 se ocupó de los Balcanes. Los principados autónomos serbios que habían sido restablecidos en 1444 constituían un paso a través del cual penetraba la influencia húngara al corazón de los Balcanes otomanos. En dos grandes expediciones en los años 1454 y 1455, respectivamente, Mehmed los anexó a sus dominios.
En 1456 organizó una campaña contra el Reino de Hungría por el control del despotado de Serbia. Esta tenía como objetivo principal la toma de Belgrado, teniendo así vía libre hacia Buda. De esta forma, Mehmed al mando de un ejército de 60 000 hombres y 200 barcos, puso sitio a la ciudad de Belgrado el 4 de julio. 
La formidable ingeniería del castillo de Belgrado demostró ser inexpugnable para los ejércitos otomanos. El 14 de julio de 1456, el regente y comandante de todos los ejércitos húngaros, el conde Juan Hunyadi, llegó a la ciudad totalmente cercada con su flotilla en el Danubio, mientras que la marina de guerra turca se encontraba en el río. Rompió el bloqueo naval el 14 de julio, hundiendo tres grandes galeras otomanas y capturando cuatro grandes navíos y unos 20 más pequeños. Tras destruir la flota del sultán, Hunyadi pudo transportar sus tropas y las provisiones a la ciudad. Con ello reforzó la defensa de la fortaleza. 
El 21 de julio Mehmed II ordenó un asalto total por todos los flancos, que comenzó en el ocaso y continuó durante toda la noche, siendo repelido éste por los húngaros. Ante un contraataque inesperado de los ejércitos cristianos a las posiciones turcas, que los cogió por sorpresa, los ejércitos otomanos emprendieron la retirada. Ante las puertas de Belgrado recibió su primera derrota el joven sultán Mehmed, quien emprendió la retirada dejando 20 000 de sus soldados en los campos de batalla y regresó con una herida en un muslo por una flecha enemiga. 
La derrota de Mehmed causó un gran júbilo en el mundo cristiano. A raíz de la noticia, el papa Calixto III mandó que la campanada del mediodía se instituyese en honor a la victoria húngara, y sonase así en todo el mundo a partir de 1456. Igualmente, el papa decidió organizar otra cruzada, pero el defensor de Belgrado, Juan Hunyadi, murió un mes más tarde por la plaga que se había diseminado por la ciudad, poniendo fin a los planes de una nueva cruzada. 
Regresó a Edirne, donde organizó una gran festividad por la circuncisión de sus dos hijos Beyazit y Mustafa. A lo largo de las festividades Mehmed estuvo de muy buen humor, sin mostrar ninguna señal que indicase que había sufrido la peor derrota de su vida. En 1459 el papa Pío II trató de organizar una nueva cruzada contra la amenaza otomana, pero nadie haría caso a su petición.
En 1458, Mehmed se casó con Çiçek Hatun, hermana de Ali Bey. El 22 de diciembre de 1459 nacería de este matrimonio el príncipe Cem Sultan.

### Campañas posteriores en los Balcanes
En 1456, un ejército otomano bajo el mando del general Turahanoğlu Ömer Bey llegó a Atenas, capital del Ducado de Atenas. El duque Francesco II Acciaioli y sus habitantes se escondieron en la Acrópolis y se mantuvieron contra los turcos hasta junio de 1458, cuando se vieron obligados a rendirse. Mehmed II entró en Atenas en agosto de 1458, y permitió a Francesco II Acciaioli conservar el señorío de Tebas como su vasallo. Concluida la campaña, el sultán observó con curiosidad y satisfacción los monumentos en ruinas de la antigua ciudad que conocía por sus estudios de la cultura clásica griega. 
Entre 1458 y 1460, un ejército al mando del general Zağanos Pasha ocupó el Peloponeso; Mehmed había aprovechado el conflicto entre los príncipes bizantinos Demetrio Paleólogo y Tomás Paleólogo (ambos hermanos menores del extinto emperador Constantino XI) por el Despotado de Morea (sobre el cual reinaban conjuntamente). Mehmed de esta manera eliminó a los dos principales candidatos al trono bizantino: Demetrio se sometió al sultán y Tomás escapó con su familia a Italia, dónde fue reconocido en Roma como el legítimo heredero al Imperio Bizantino. En 1460 cayó Tebas, último reducto del Ducado de Atenas. Mehmed, había sido informado de un complot para colocar a Francesco II Acciaioli una vez más en Atenas, para lo cual envió a Tebas al general Zağanos Pasha, el cual tras tomar la ciudad ejecutó al último duque de Atenas. 
Mientras tanto, en 1459 en el norte de los Balcanes, el despotado de Serbia cayó y en 1462 Valaquia fue avasallada a pesar de la fuerte resistencia de su príncipe Vlad III, que, destronado como consecuencia, acabaría muerto en 1476/77 en un fútil esfuerzo de revertir la situación. Finalmente el reino de Bosnia y la región de Herzegovina caerían entre 1463 y 1466. El último rey bosnio Esteban Tomašević (que también había sido el último déspota serbio), tras escapar de la ciudad real de Bobovac, fue capturado en Ključ, y a pesar de la promesa del gran visir Mahmud Pasha Angelović (un devşirme de origen serbio) de que se conservaría su vida, él fue traído a Jajce y decapitado personalmente por Mehmed II cerca del campo conocido como Carevo Polje. Incluso Montenegro tuvo que aceptar pagar tributo a los turcos en 1479.

### Campañas de Anatolia
Mehmed tenía también la ambición de unificar Anatolia bajo su imperio, al igual que sus antecesores, y consiguió avanzar con ello con éxito. En 1461, conquistó el Imperio de Trebisonda, situado en la costa del Mar Negro, acabando así con el último reducto bizantino todavía existente. También acabó justo antes en el mismo año por el camino y de forma pacífica con el beylicato de Candaroglu, vecino costero de él. De esa manera, Mehmed consiguió poner bajo su control a toda la zona costera del Mar Negro de Anatolia. 
Luego guerreó desde 1468 contra los Karamánidas y con ello también contra los Ak Koyunlu, a los que venció en la batalla de Otlukbeli en 1473, consiguiendo así solidificar y expandir aún más la presencia otomana sobre los otros estados turcos en Anatolia, lo que le dio luego también mano libre para continuar sus campañas en Europa.

### Campañas del Mar Negro
Mehmed II ambicionaba controlar también el Mar Negro. A pedido del Kanato de Crimea, que deseaba tomar las ciudades costeras del Mar Negro bajo el control de los genoveses y aprovechándose que no podían defenderse debidamente después de la caída de Constantinopla que cortaba las comunicaciones con Génova, los otomanos tomaron las colonias genovesas en la costa del sur para ellos en 1475. Sin embargo, una vez tomadas, Mehmed II tomó como rehén al kan y sólo lo liberó bajo el juramento de reconocer al Imperio otomano como soberano suyo, aunque pudo mantener un alto grado de autonomía, mientras que los otomanos controlaban la costa del sur.
También, como parte de esa política, Mehmed II intentó conquistar Moldavia entre 1475 y 1476. Y aunque Moldavia, a duras penas y con grandes pérdidas, pudo finalmente rechazarlos en 1476, su camino hacia el vasallaje en 1512 se volvió gracias a ello inevitable.

### Guerra contra Venecia
Artículo principal: Guerra turco-veneciana (1463-1479)
Mientras tanto Venecia había declarado la guerra contra los otomanos a causa de su poder creciente en 1463. Su ofensiva en el Peloponeso, sin embargo, fracasó y Mehmed II pasó a la ofensiva. En 1470 los otomanos, teniendo temporalmente las manos libres en Anatolia, consiguieron ocupar Negroponte (Eubea) y Venecia, que sufrió aun más la ofensiva desde la derrota de Ak Koyunlu en 1473, hubo de comprar luego la paz en 1479 pagando una indemnización de 100 000 ducados y un tributo anual de otros 10 000 para conservar la libertad de comercio. 
Mehmed había conquistado de esa forma de forma definitiva Bosnia, Serbia y Grecia. Tan solo Albania continuaba resistiéndose con el apoyo veneciano al impulso de los otomanos gracias a las estrategias de Gjergj Kastriot, llamado Skanderbeg, pero después de su muerte en 1468 también fueron gradualmente vencidos y finalmente conquistados en su mayor parte por Mehmed II en el mismo año en el que hubo la paz con Venecia.

### Política interna
Mehmed II reorganizó el gobierno otomano. Centralizó el gobierno e introdujo una administración efectiva. También codificó, por primera vez, el derecho penal y las leyes relativas a sus súbditos en un código, mientras que elaboró la constitución en otro, siendo los dos códigos el núcleo de toda la legislación posterior del imperio otomano. Castigó con la mayor severidad a quienes se resistieron a sus decretos y leyes, por lo que incluso sus contemporáneos otomanos lo consideraron excesivamente duro, y por otro lado nació así en su personalidad absolutamente autocrática la imagen clásica de un padishah (emperador) otomano. 
Sin embargo, Mehmed todavía puede considerarse el más amplio, tolerante y librepensador de los sultanes otomanos. Reunió a humanistas italianos y eruditos griegos en su corte, hizo que el brillante teólogo Gennadius II Scholarios fuese hecho patriarca y escribiera un credo de la fe cristiana para traducirlo también al turco. Reunió en su palacio una biblioteca de obras en griego y en latín y también promovió el arte renacentista, llamando a partir de 1460 a diversos expertos italianos a su imperio hasta el punto de incluso llamar, en 1479, después de haber hecho la paz con Venecia, al famoso Gentile Bellini, de Venecia, para decorar las paredes de su palacio con frescos y para pintar su retrato, algo mal visto en el mundo musulmán. 
Durante su reinado, las matemáticas, la astronomía y la teología musulmana también alcanzaron su nivel más alto entre los otomanos, desarrolló una gran actividad de construcción y dejó personalmente un diván (una colección de poemas en el estilo tradicional de la literatura otomana clásica).

### Últimas campañas y muerte
Desde Albania, los turcos llegaron a dominar luego durante algunos meses Otranto en la Italia meridional en 1480 como parte de la ambición de Mehmed II de querer conquistar Roma como lo hizo antes con Constantinopla, pero fracasaron ante Rodas en aquel mismo año, lo que frenó su avance en el Mediterráneo. Fue entonces cuando, el 3 de mayo de 1481, Mehmed falleció a los 49 años, presuntamente envenenado por su médico de cabecera. Fue enterrado luego en una mezquita construida explícitamente para él, entre 1463 y 1470, y localizada en Estambul.

## Familia

### Esposas
- Emine Gülbahar Hatun (1435 — 1492), de origen albanés, serbio o griego póntico, casada con Mehmed II en 1446 y hermana de Mustafa Paşa, fue madre de Gevherhan Hatun y Bayezid II. Fue Valide Hatun de su hijo desde 1481 hasta su muerte;
- Sittişah Hatun (1435 — 1486), de origen turco, casada con Mehmed II en septiembre de 1449 e hija de Dulkadiroğlu Süleyman Bey, sexto gobernante del beylicato de Dulkadir. El matrimonio fue infeliz y no tuvo hijos. Su sobrina Ayşe Hatun, hija de su hermano, se convirtió en consorte de Bayezid II.
- Gülşah Hatun; (1433 — 1487), de origen serbio, casada con Mehmed II en 1449, fue madre de Şehzade Mustafa;
- Hatice Hatun (¿? — ¿?), de origen turco. Hija de Zağanos Paşa por su primera esposa Sitti Nefise Hatun. Entró en el harén en 1463 como probablemente la tercera esposa legal de Mehmed, pero se divorciaron. Después de la muerte de Mehmed, se volvió a casar con un estadista;
- Çiçek Hatun (1443 — 3 de mayo de 1498), de origen turco. casada con Mehmed II en 1458 y hermana de Ali Bey, fue madre de Cem Sultan;
- Alexias Gran Komneni (1443 — 1488), Hija del emperador David II de Trebisonda, casada con Mehmed en 1463. No tuvieron descendencia;
- Anna Gran Komneni (1447 — ¿1463?), Hija del Emperador David II de Trebisonda, y hermana de Alexias Gran Komneni. Ella entró en el harén de Mehmed después de que su padre la ofreciera como regalo, pero nunca se casaron y ni siquiera consumaron la relación. Mehmed la casó después con Zağanos Paşa;
- Helena Palaiologina (1442 — 1469), Hija del Déspota Demetrio Palaiologos, después de casarse no entró en el harén del sultán, sino que recibió una pensión y una gran propiedad en Edirne, donde vivió hasta su muerte por causas desconocidas.

### Hijos
- Bayezid II (3 de diciembre de 1447 — 10 de junio de 1512), hijo con Emine Gülbahar Hatun. Futuro sultán desde 1481 hasta su abdicación a favor de su hijo, Selim I;
- Şehzade Mustafa (1450 — 25 de diciembre de 1474), hijo con Gülşah Hatun. Gobernador de Konya hasta su prematura muerte (posiblemente viruela. Tuvo un hijo, Şehzade Halil, y dos hijas, Nergisşah Hatun y Bülbül Hatun (quienes se casaron con sus primos Şehzade Abdullah y Şehzade Ahmed, hijos de Bayezid II). Era el hijo predilecto de su padre;
- Şehzade Cem Sultan (22 de diciembre de 1459 — 25 de febrero de 1495), hijo con Çiçek Hatun. Gobernador de Konya tras la muerte de su hermano Mustafa, luchó por el trono contra su medio hermano Bayezid. Murió en el exilio;
- Şehzade Nureddin (¿? — 1462), hijo con concubina desconocida, murió joven.

### Hijas
- Gevherhan Hatun (1446 — 1514), hija con Emine Gülbahar Hatun. Se casó en octubre de 1474 con el príncipe Uğurlu Mehmed Bey, hijo de Akkoyunlu Uzun Hasan, líder de la confederación tribal turcomana Ak Koyunlu; fueron padres del bey Ahmed Gövde de Ak Koyunlu. Luego se casó en 1489 con Sinan Paşa, un importante estadista durante el reinado de su hermano;
- Kamerşah Hatun (1455 — ¿?), hija con concubina de nombre desconocido. Se casó con Hasan Bey, hijo de Candaroğlu İsmail Bey. Tuvieron descendencia;
- Ayşe Hatun (1462 — ¿?), hija con concubina de nombre desconocido. Se sabe qué estuvo casada con uno de los jeques de la época, pero posiblemente murió antes de los treinta años;
- Fülane Hatun (¿? — ¿?), hija con concubina de nombre desconocido, murió joven.

## Sucesión
| Predecesor: Murad II | 7°Sultán del Imperio otomano 1444-1445                   | Sucesor: Murad II   |
| Predecesor: Murad II | 7°Sultán del Imperio otomano (Segundo periodo) 1451-1481 | Sucesor: Beyazid II |